# Canthon lunatus
Canthon lunatus är en skalbaggsart som beskrevs av Schmidt 1922. Canthon lunatus ingår i släktet Canthon och familjen bladhorningar. Utöver nominatformen finns också underarten C. l. tibialis.